# آنری کفلک

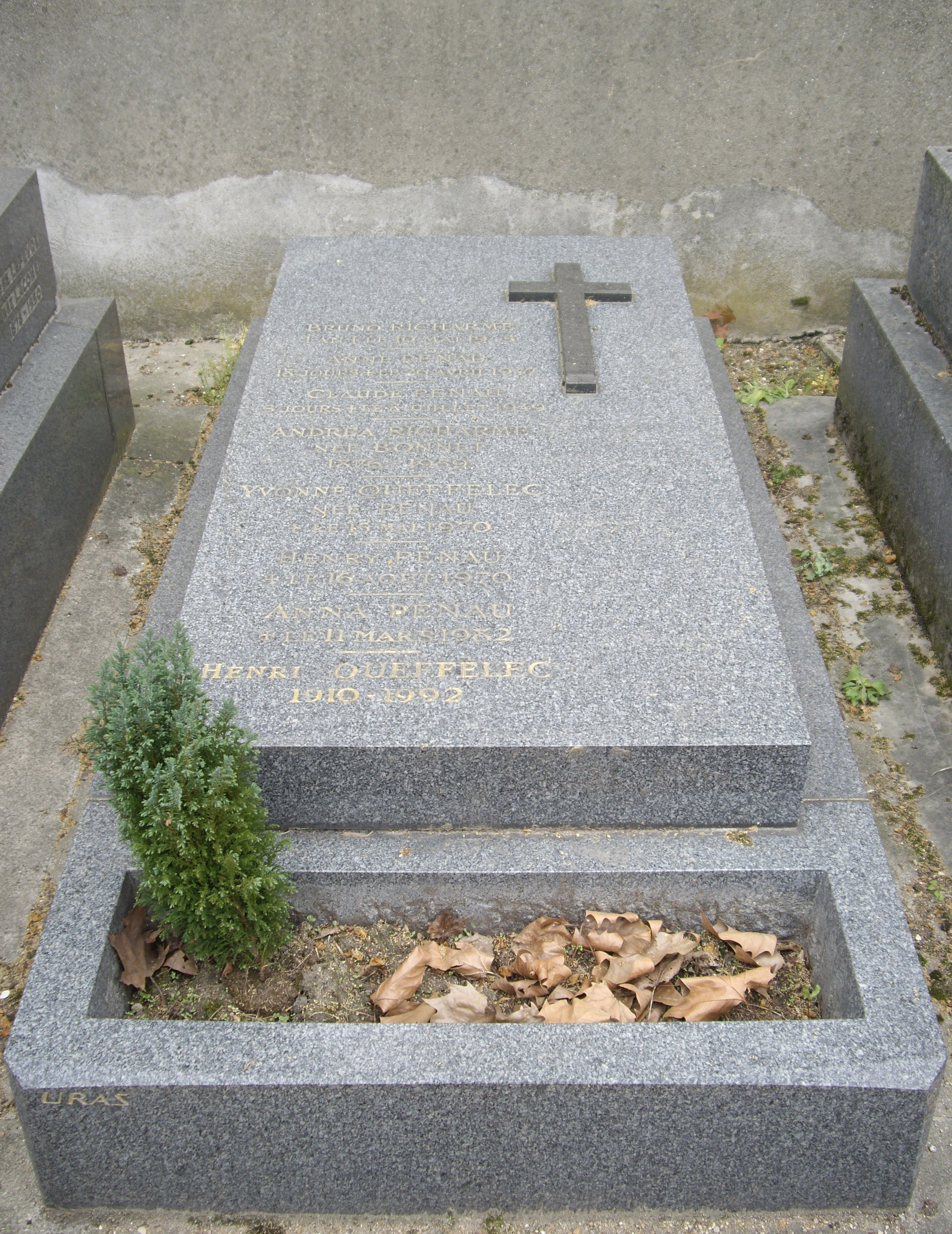

آنری کفلک (فرانسوی: Henri Queffélec‎) زادهٔ ۲۹ ژانویه ۱۹۱۰ - درگذشته ۱۳ ژانویه ۱۹۹۲) یک نویسنده، و فیلم‌نامه‌نویس اهل فرانسه بود. کفلک از مدرسه عالی نرمال فارغ‌التحصیل شده بود.
وی برنده جوایزی همچون جایزه بزرگ رمان فرهنگستان فرانسه (۱۹۵۸) شد.